# Liste des districts de l'Himachal Pradesh
L'État de l'Himachal Pradesh est organisé en 12 districts :

## Liste des districts

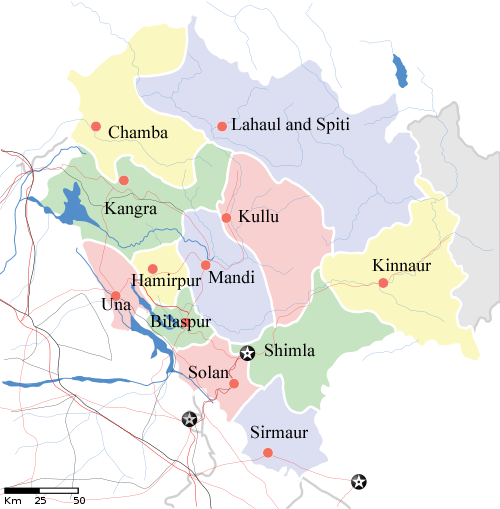
Districts de l'Himachal Pradesh

| Code | District        | Chef-lieu   | Population (2011) | Superficie (km²) | Densité (/km²) | Site web officiel           |
| ---- | --------------- | ----------- | ----------------- | ---------------- | -------------- | --------------------------- |
| BI   | Bilaspur        | Bilaspur    | 382 056           | 1 167            | 327            | http://hpbilaspur.gov.in/   |
| CH   | Chamba          | Chamba      | 518 844           | 6 528            | 79             | http://hpchamba.nic.in/     |
| HA   | Hamirpur        | Hamirpur    | 454 293           | 1 118            | 406            | http://hphamirpur.gov.in/   |
| KA   | Kangra          | Dharamsala  | 1 507 223         | 5 739            | 263            | http://hpkangra.nic.in/     |
| KI   | Kinnaur         | Reckong Peo | 84 298            | 6 401            | 13             | http://hpkinnaur.nic.in/    |
| KU   | Kullu           | Kullu       | 437 474           | 5 503            | 79             | http://hpkullu.gov.in/      |
| LS   | Lahaul et Spiti | Keylong     | 31 528            | 13 835           | 2              | http://hplahaulspiti.gov.in |
| MA   | Mandi           | Mandi       | 999 518           | 3 950            | 253            | http://hpmandi.nic.in/      |
| SH   | Shimla          | Shimla      | 813 384           | 5 131            | 159            | http://hpshimla.nic.in/     |
| SI   | Sirmaur         | Nahan       | 53 016            | 2 825            | 188            | http://hpsirmaur.gov.in/    |
| SO   | Solan           | Solan       | 576 670           | 1 936            | 298            | http://hpsolan.gov.in/      |
| UNA  | Una             | Una         | 521 057           | 1 540            | 388            | http://hpuna.nic.in/        |